# チーファ

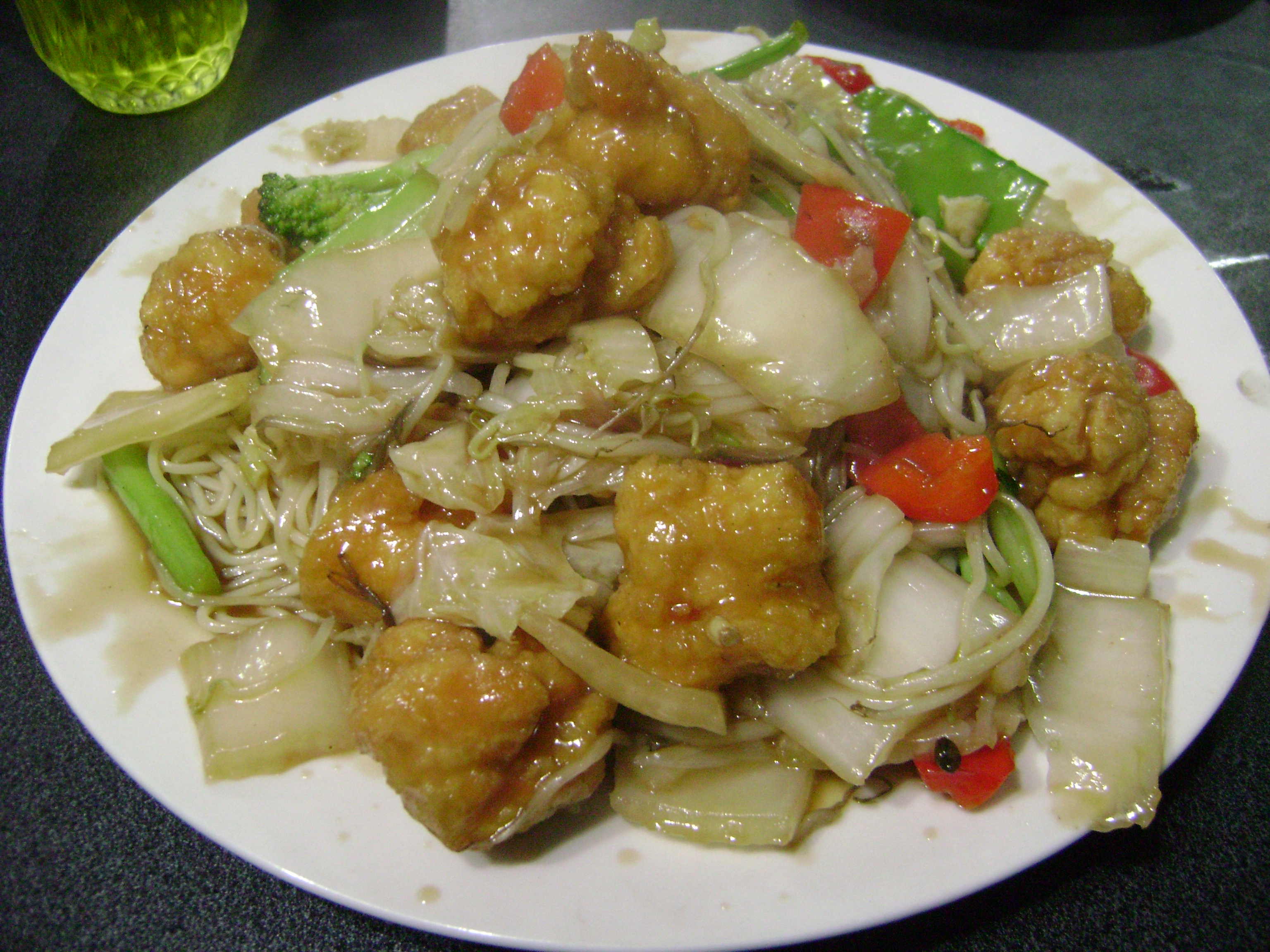
鶏のタジャリン・サルタード

チーファ（スペイン語: Chifa）とは、中華料理を基にしたペルー料理の一種である。チーファは、輸入品のためコストが高くなる中華食材の代わりに国内で入手可能な食材を用いて構成されている。中国系移民は主に19世紀末から20世紀前半にかけて、広州市をはじめとする広東省南部からペルーへと渡ってきた。彼らは首都リマの殆どの地域に居住している。チーファという単語は中国系のペルー料理を提供する店を指す用語としても使用される。中国料理はペルーで提供される様々な料理の一部分として溶け込んでいる。
ペルー政府はチーファをペルー料理の中核的な料理の1つとして販売を促進している。

## 語源

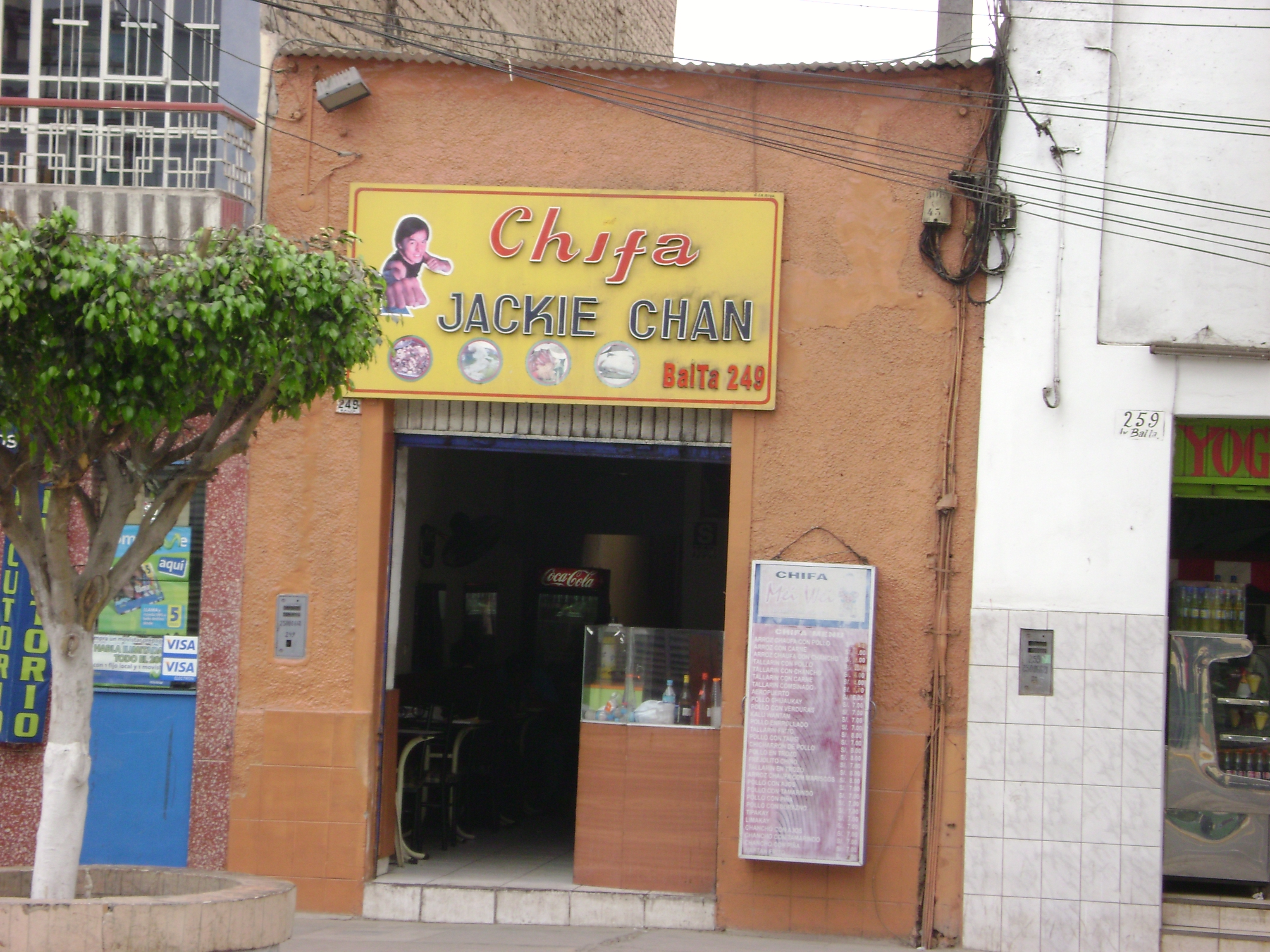
ペルーのチクラーヨにあるチーファの店、ジャッキー・チャン

チーファ（chifa）という単語は中国語で食事と飲み物を意味する酒飯（酒饭、拼音: jiǔfàn）に由来しているとされる。しかし、酒飯の語源は極めて曖昧なものであり現在も論争が起きている。他に語源として挙げられている説には、チーファン（吃饭、食事をする）から転訛したという説、炒飯の中国語であるチャオファン（炒饭）がペルーの口語表現化したチャウファ（Chaufa）に由来しているという説などがある。
ペルー国内の中国人コミュニティ内部で使用された主な言語は広東語であるという事実にもかかわらず、「チーファ」という単語が生み出される際には北京語の「チー」という音が使用された（広東語では吃はヘク - hek、食はシク - sikと発音する）。この出来事は、19世紀終わりから20世紀初頭においてはまだ公用語の地位を獲得していなかった官話の海の向こうの広東人コミュニティにおける威信という側面を見ることができる。

## 歴史
中国系ペルー人は経済的に厳しい状態から脱すると、本場の味を再現するため、彼らの祖国である中国から限られた食材を輸入し始めた。加えて、彼らは様々な中国野菜の種を中国本土から輸入し、ペルーで栽培を始めた。しかし、材料不足のため、中国系移民は本場の中国料理と全く同じ料理を作り出すことはできなかった。

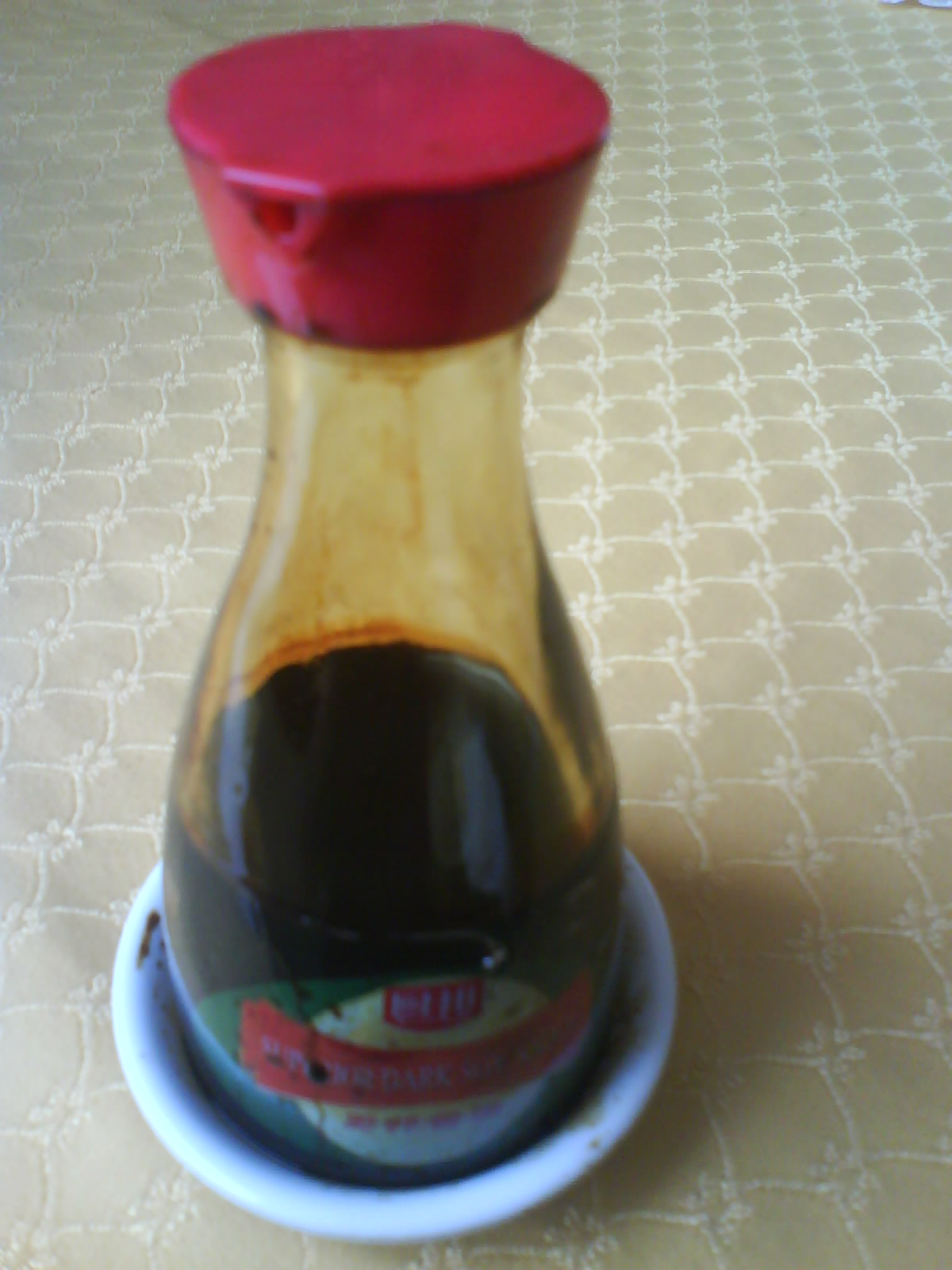
醤油はペルーではシージャオ（sillao）と呼ばれる。チーファに欠かせない調味料の1つである。

1920年代、ペルー初の中国料理店が「チーファ」（Chifa）という名前でリマに開店した。リマの富裕層は甘辛いタレやチャウファ（炒飯）、中華風スープやその他の伝統料理に非常に興味をいだいた。これ以降、リマの富裕層でチーファに通うものが多くなり、国内の地域によってはクリオーリョ料理（ペルー料理）の店よりもチーファのレストランが多く建設されるようになった。
加えて、ペルーの料理人は中国の伝統的な食材、具体的にはショウガや醤油、ワケギといった食材を用いた料理を作り始めるようになり、リマの家庭料理にも取り込まれて様々な料理が作られるようになった。
ペルーの首都リマにあるチーファのレストランの発展には様々な見方がある。代表例としては以下のようなものがある。
"中央市場付近にあるチャイナタウンはなぜカポンと呼ばれているか？なぜならウカヤリ通りでは豚、牛、羊、ヤギといった家畜が食材として飼育されているからだ。カポン通り付近には年季奉公から解放されたフランス系住民が多く居住するオタイサ（Otaiza）という名の地区が有り、そこで彼らは料理や商売など彼らが得意としていたことを自由に行うことができた。...カポンはペルー国内の中国料理の発祥地となり、チーファが初めて建てられた土地でもあった。まもなく、リマ市民は「Ton Kin Sen」や「Thon Po」、「Men Yut」などの店に足を運ぶようになり、「San Joy Lao」のような、生演奏に合わせて踊ることができる店も現れた。...その後年月を経て、中国料理の店がチーファという名前で呼ばれていたことを誰も知らなくなった。この単語は直訳すると「ご飯はもう食べましたか？」を意味する「ニー・チー・ファ」（你吃飯）という挨拶に由来していた。その後炒飯（チャウファン）が提供されるようになり、これがチャウファと呼ばれたことで、「すべてのチーファの食事」はチーファと呼ばれるようになった。

León, R., 2007 pp.134-136.color
上に述べたとおり、チーファの歴史はリマのチャイナタウンの発展に深く根ざしたものである。元々は不衛生な環境で準備された美味しくない料理であったが、 次第に文化、芸術、商業、そして特に美食家の関心を引き付ける料理となっていった。チャイナタウンはリマ旧市街、バリオス・アルトス（Barrios Altos）のカポン通り付近に位置している。

## 料理
ペルーのチーファは中国料理と非常によく似ている。ペルーの中華料理、チーファは全ての社会階層のペルー人に好まれており、十分な予算が有り、食事に洗練された雰囲気を求める層向けのチーファがある一方で、チーファス・デ・バリオ（chifas de barrio、「近所のチーファ」）はそれよりも下の社会階層に向けた料理を提供し、高級なチーファと同様の雰囲気は持たず、彼らの提供する料理に慣れた消費者のみに向けた料理となっている。リマには6,000軒以上のチーファのレストランがある。

### チーファに分類される主な料理
- シウマイ（Siu Mai、焼売）

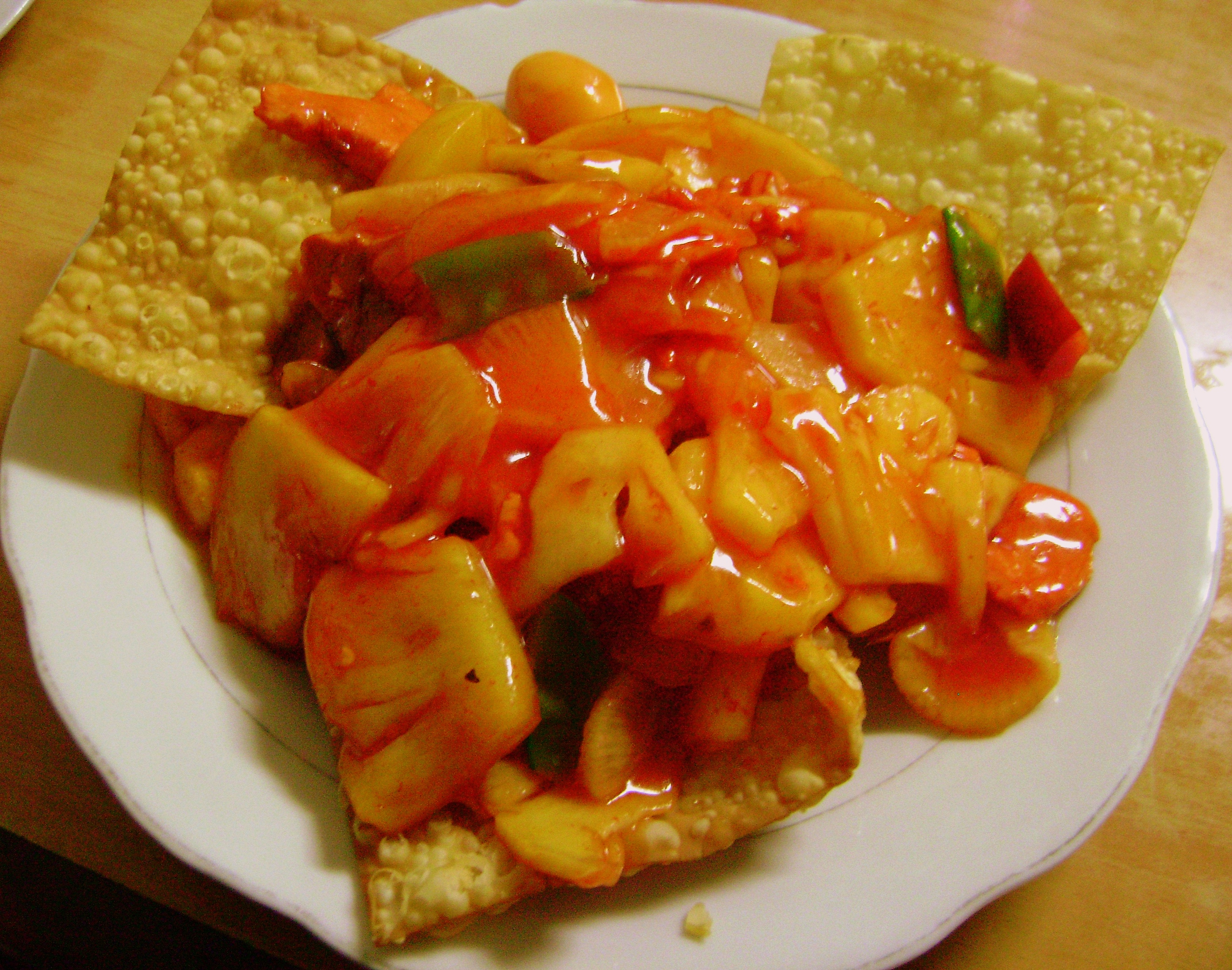
カンルー・ワンタン

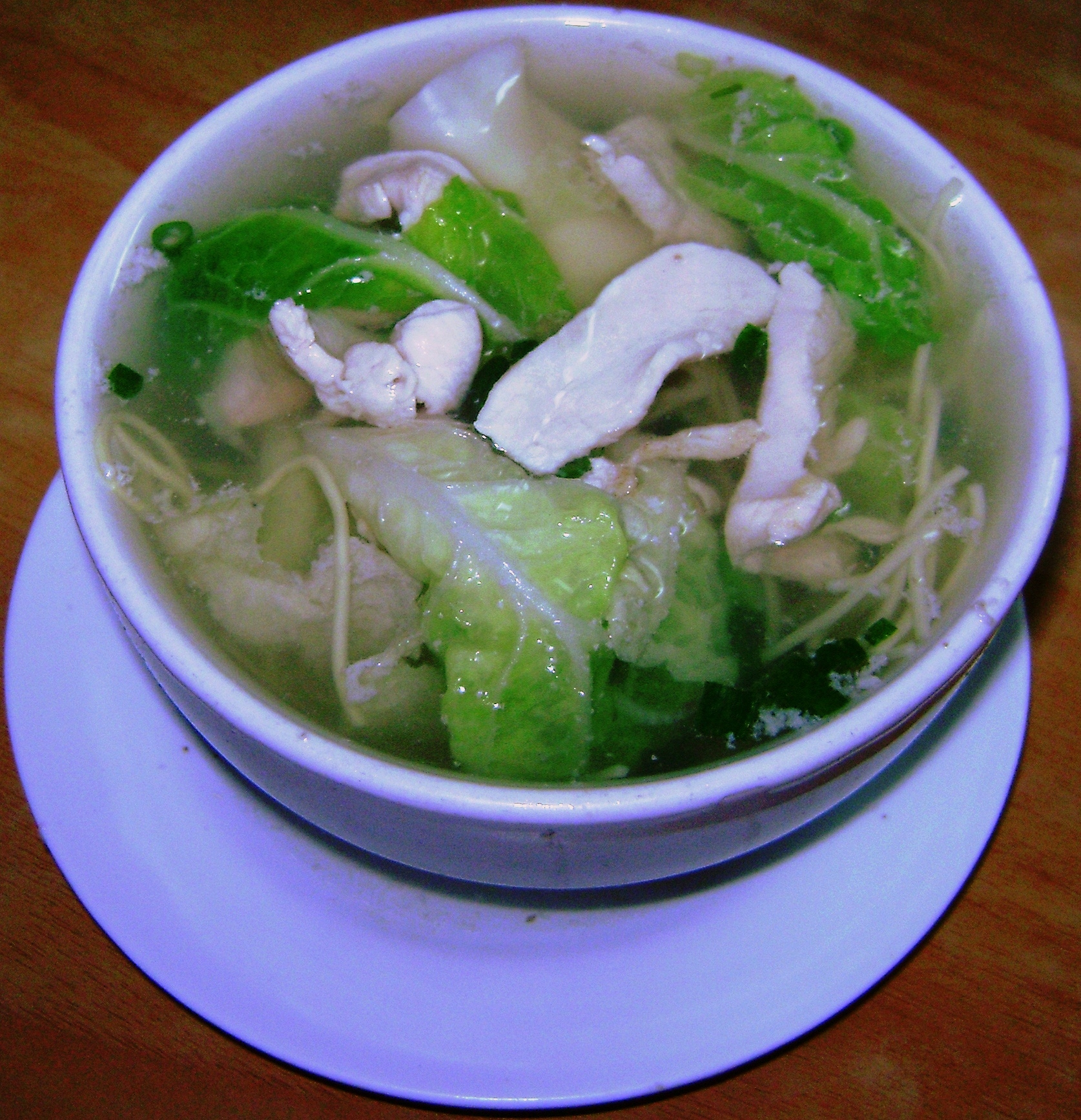
ソーパ・ワンタン

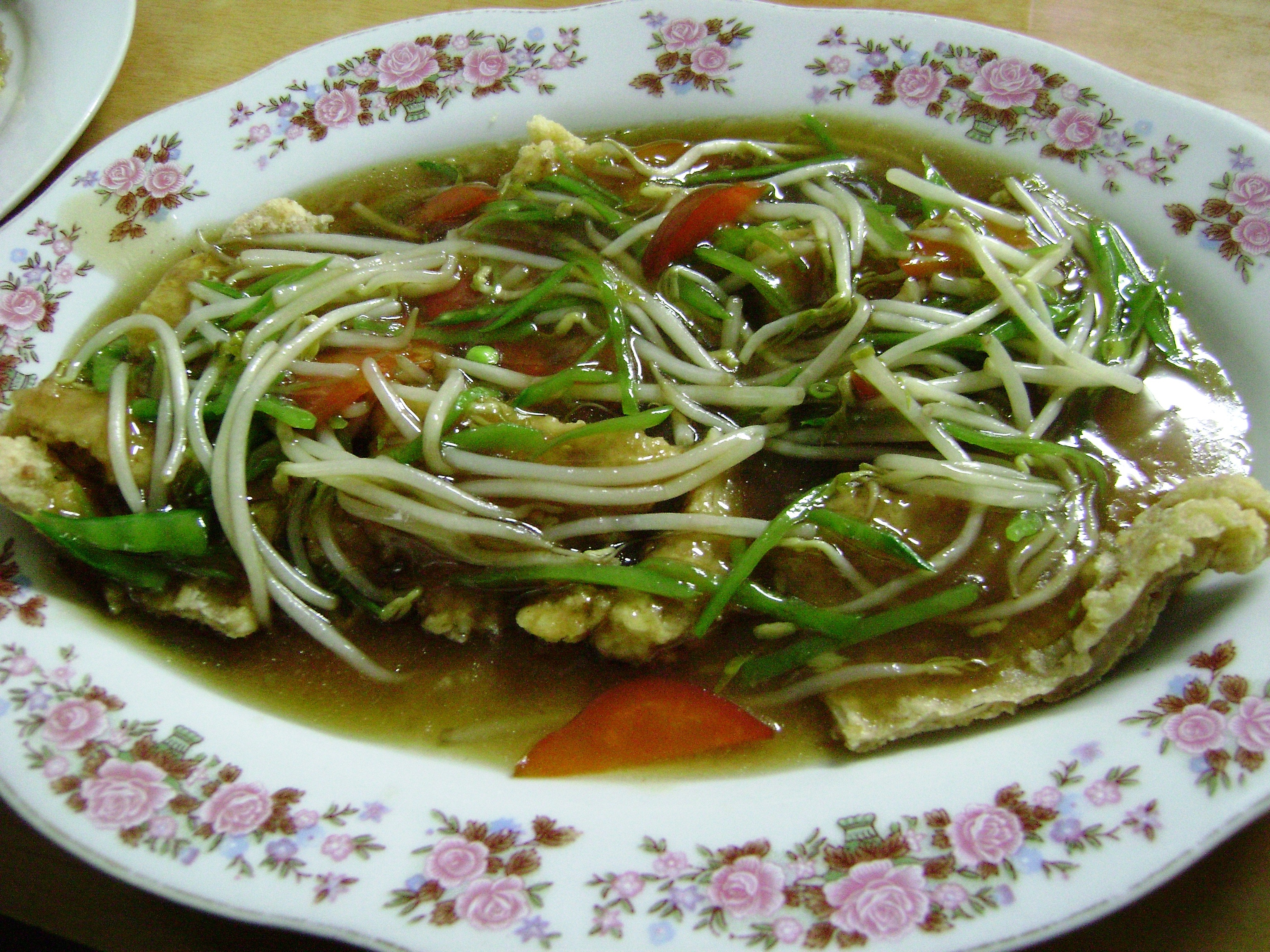
ポージョ・チハウカイ

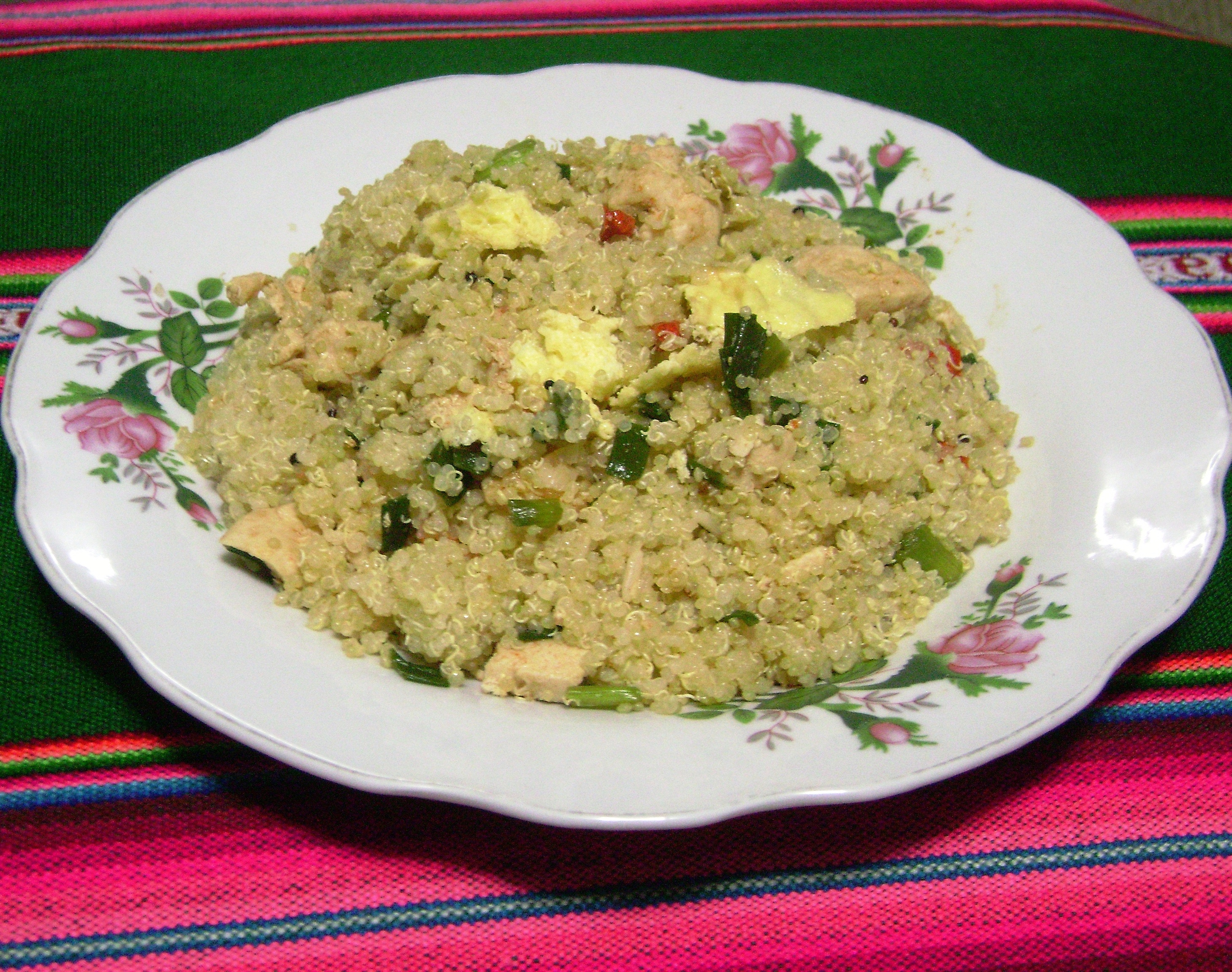
キヌア・チャウファ

- ロージョ・プリマベーラ（Rollo primavera、春巻き）
- アロス・チャウファ（Arroz Chaufa、炒飯）
- タジャリン・サルタード（Tallarin Saltado、炒麺)
- ポジョ・チハウカイ（スペイン語版）（Pollo chijaukai、片栗粉をまぶして揚げた鶏肉の海鮮醤がけにゴマを散らしたもの)
- ポジョ・ティパカイ（英語版） （Pollo Tipa Kay、甘酸っぱい糖醋醤をかけた鶏料理）
- ポジョ・コン・タマリンド（Pollo con tamarindo、鶏肉のタマリンドソース仕立て）
- チャンチョ・コン・タマリンド（Chancho con tamarindo、豚肉のタマリンドソース仕立て）
- チャンチョ・アグリドゥルセ・コン・ピーニャ（Chancho agridulce con piña、酢豚）
- チハウクイ（Chi Jau Cuy、ポジョ・チハウカイの鶏肉の代わりにクイを使用したもの）
- ティパクイ（Tipa Cuy、ポジョ・ティパカイの鶏肉の代わりにクイを使用したもの）
- アエロプエルト (Aeropuerto、アロス・チャウファとタジャリン・サルタードを混ぜ合わせたもの)
- コンビナード（Combinado、アロス・チャウファとタジャリン・サルタードを混ぜずに同じ皿に盛りつけたもの。ワンタン・フリートを添える）
- ワンタン・フリート（Wantán frito、揚げワンタン）
- ソーパ・ワンタン（Sopa Wantán、ワンタンスープ）
- カンルー・ワンタン（Kam Lu Wantán、野菜やワンタンを甜酸醤（英語版）で炒めたもの）
- ロモ・サルタード (Lomo saltado、牛肉と野菜の炒め物)
- ソーパ・エスティロ・チーファ（Sopa estilo chifa、中国風チキンスープ）
- ソーパ・フーチーフー（Sopa Fu chi fu、日本の中華料理店のかき卵スープに近い）
- モストロ（Mostro、アロス・チャウファにペルー料理のポジョ・ア・ラ・ブラサ（英語版）とフライドポテトを添えたもの）
- ミン・パオ（Ming pao、中華まん）
- テ・ハスミン（Té jazmín、ジャスミン茶）
- ピスコサワー・チーノ（Pisco sour chino、レイシ入りピスコサワー）
- インカ・コーラもチーファ店で人気のある飲み物である。

## 周辺国への広まり
少なくとも1970年代以降、中国人の移民が隣国のエクアドルでチーファの店を開いている。また、チーファ店はボリビアでも見ることができる。